# Mikołaj Zembowski
Mikołaj Zembowski (Zębowski) herbu Trestka – sędzia grodzki bydgoski w 1733 roku, pisarz grodzki malborski w latach 1729–1730.
Poseł województwa pomorskiego na sejm 1730 roku.